# Kirche Samtens

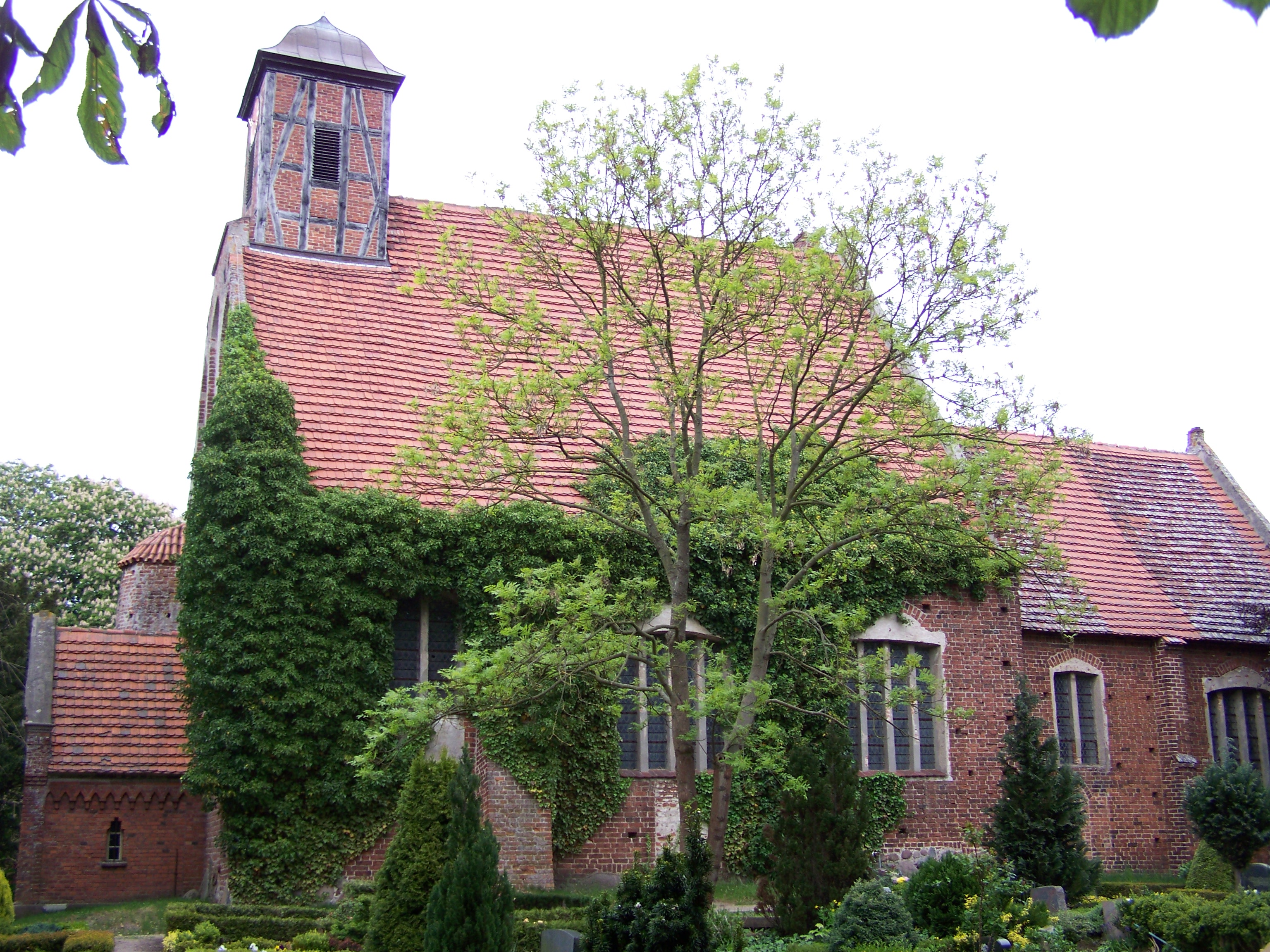
Kirche Samtens, Blick von Süden

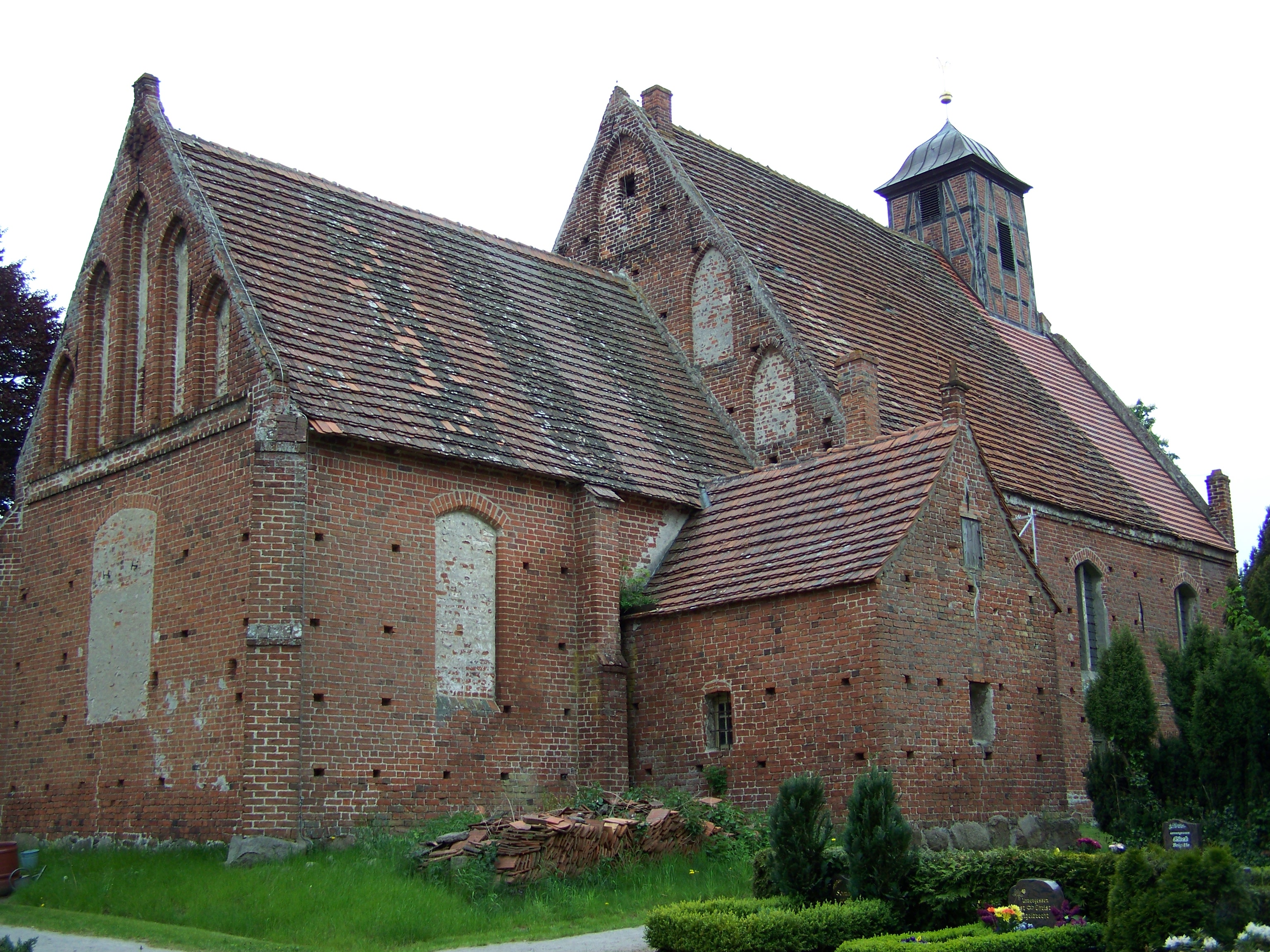
Kirche Samtens, Blick von Nordosten

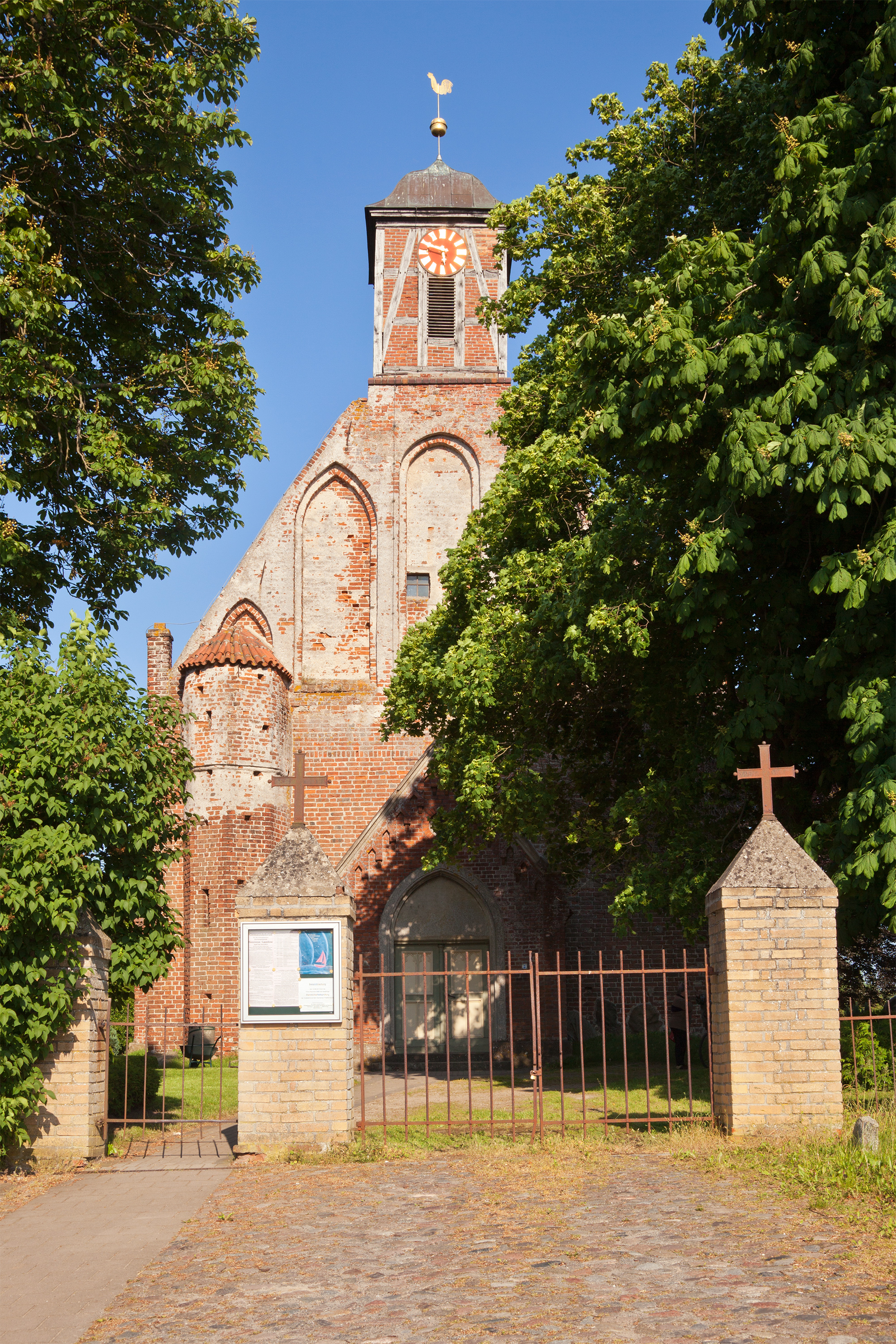
Kirche Samtens, Blick von Westen

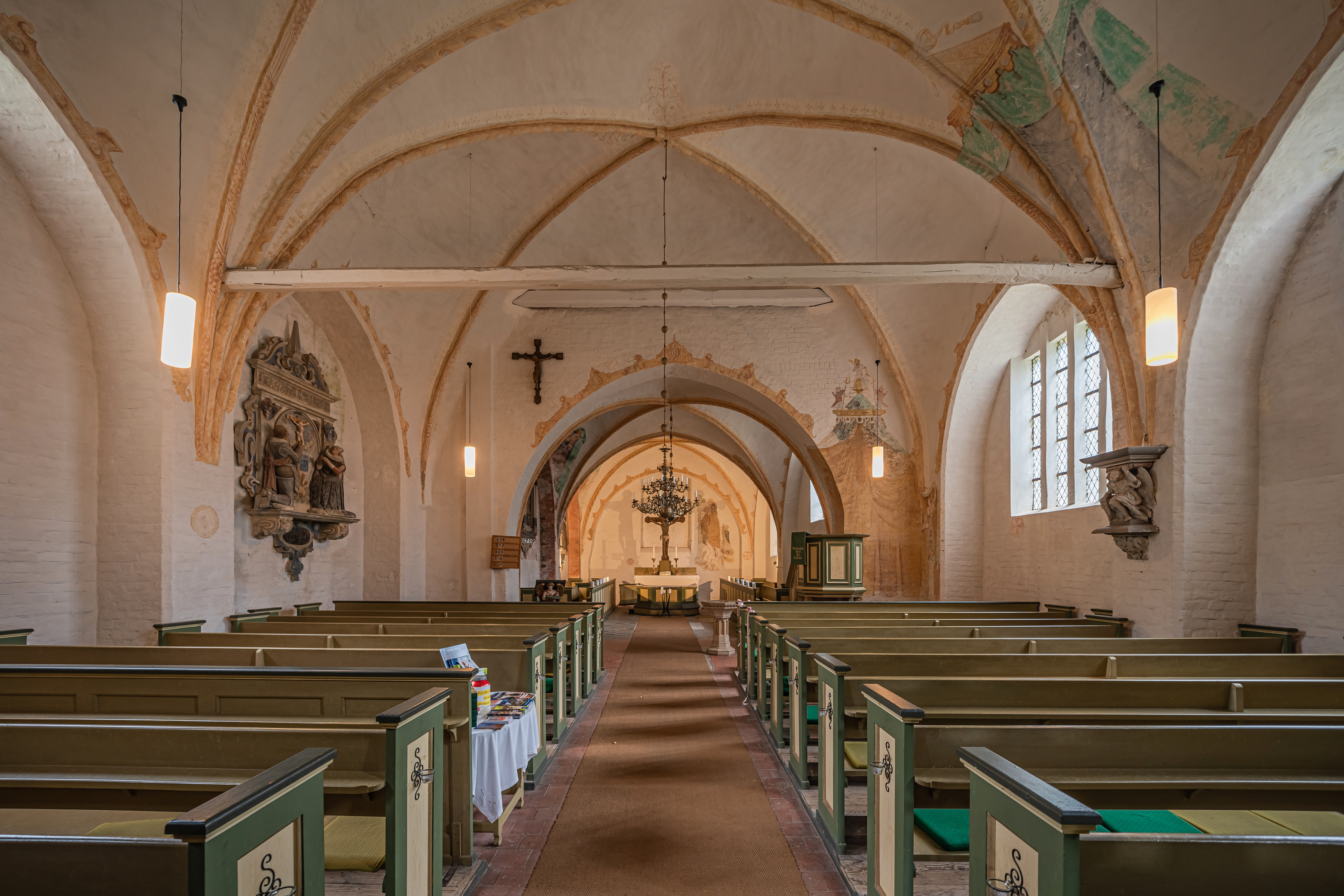
Innenaufnahme der Kirche

Die Kirche in Samtens ist ein aus dem 15. Jahrhundert stammendes Kirchengebäude in der Gemeinde Samtens auf Rügen.

## Geschichte
Im Jahr 1318 wurde erstmals eine Kirche im Ort erwähnt. Die heutige, im 15. Jahrhundert errichtete Kirche wurde im 17. Jahrhundert renoviert und im Stile des Barock verändert. 1884 wurde ein westlicher Vorbau angefügt. In den Jahren 1935 bis 1936 wurde die Kirche erneut restauriert, dabei wurden barocke Ausmalungen im Chor und im Hauptschiff wiederhergestellt. Von 1989 bis 1993 wurde der Turm saniert und der Innenraum farblich gestaltet.

## Beschreibung
Die ziegelgedeckte Kirche zählt in ihrem Urzustand zu den Bauten der Backsteingotik. Sie besteht aus Chor, Kirchenschiff, Sakristei und einem westlichen Vorbau. Auf dem Schiff sitzt ein kleiner Turm mit Uhrwerk und Zifferblatt.

## Ausstattung
Im Chor und im Hauptschiff finden sich barocke Ausmalungen. Über dem Gemälde des heiligen Christophorus befinden sich spätgotische Wandmalereien.
Das feingliedrige Triumphkreuz aus dem 15. Jahrhundert stammt von einem unbekannten Meister; es stand zunächst auf dem Lettner und wurde 1935/36 auf seinen heutigen Platz auf dem Altar umgestellt. Der Taufengel wurde um 1700 vermutlich von Martin Becker aus Stralsund gefertigt.
Die Epitaphe der Familie von der Osten aus dem 17. Jahrhundert zeigen den Leidensweg Christi und andere Szenen.

### Orgel
Die Orgel wurde im Jahr 1884 von Barnim Grüneberg gebaut. 2014 folgte eine Restaurierung durch den Mecklenburger Orgelbau. Das Instrument verfügt über neun Register. Die Disposition lautet wie folgt:
| Manual C–f3 |       |
| Prinzipal   | 8′    |
| Salicional  | 8′    |
| Bordun      | 8′    |
| Oktave      | 4′    |
| Flöt        | 4′    |
| Quinte      | 2 ⁄3′ |
| Oktave      | 2′    |

| Pedal C–d1 |     |
| Subbass    | 16′ |
| Violon     | 8′  |

- Koppeln: Pedalkoppel
- Windlade:
  - Manual: Schleiflade
  - Pedal: Kegellade

## Gemeinde
Die evangelische Kirchgemeinde gehört seit 2012 zur Propstei Stralsund im Pommerschen Evangelischen Kirchenkreis der Evangelisch-Lutherischen Kirche in Norddeutschland. Vorher gehörte sie zum Kirchenkreis Stralsund der Pommerschen Evangelischen Kirche.